# Tabanus obscurior
Tabanus obscurior är en tvåvingeart som beskrevs av Ricardo 1908. Tabanus obscurior ingår i släktet Tabanus och familjen bromsar. Inga underarter finns listade i Catalogue of Life.